# Huglí
Huglí (anglicky Hooghly River, hindsky हुगली नदी, bengálsky হুগলী) je řeka ve státě Západní Bengálsko v Indii. Tvoří západní rameno delty Gangy. Je 250 km dlouhá.

## Průběh toku
Vzniká spojením ramen Bhagirathi a Džalangi. Ústí do Bengálského zálivu Indického oceánu estuárem širokým 5 až 30 km a hlubokým 10 až 12 m. Hlavním přítokem je řeka Dámódar. Dalším přítokem je Majurakši.

## Vodní režim
Celý tok je pod vlivem mořských přílivů.

## Využití
Splavná je po celé délce a od ústí do Kalkaty díky dostatečné hloubce i pro oceánské lodě. Na druhém břehu proti Kalkatě leží město Háura. Dalším městem na jejím toku je Bhatpara.